# Stijn Coninx
Stijn Coninx (Neerpelt, 21 febbraio 1957) è un regista e sceneggiatore belga.
I suoi film più conosciuti sono Padre Daens, Koko Flanel e Hector, realizzati tra il 1987 ed il 1992. Per Padre Daens ha ricevuto una candidatura ai Premi Oscar 1993 nella categoria miglior film straniero. È stato nominato Barone da Alberto II del Belgio. Sposato con An Evers, ha tre figli.

## Filmografia principale
- Hector (1987)
- Koko Flanel (1990)
- Daens (1992)
- When the Light Comes (1998)
- Verder dan de maan (2003)
- Soeur Sourire (2009)
- Marina (2013) - un film basato sulla vita di Rocco Granata
- Niet Schieten (2018)